# Truplaya quadricincta
Truplaya quadricincta är en tvåvingeart som beskrevs av Loïc Matile 1978. Truplaya quadricincta ingår i släktet Truplaya och familjen platthornsmyggor.
Artens utbredningsområde är Elfenbenskusten. Inga underarter finns listade i Catalogue of Life.